# The Movie Star
The Movie Star je jedenáctá epizoda amerického televizního seriálu Smash. Epizoda se poprvé vysílala na americkém televizním kanálu NBC 16. dubna 2012.

## Děj epizody
Zkouška s Rebeccou Duvall (Uma Thurman) v hlavní roli Marilyn Monroe se příliš nedaří. Za pár minut zjistí celý tvůrčí tým, že Rebecca neumí příliš zpívat. A k tomu je ještě neprofesionální a sobecká, neustále se snaží změnit muzikál, chodí na večírky, přichází pozdě na zkoušky a ve zkušebně nechtěně ztropí scénu se svým bývalým milencem, který za ní přišel opilý. Derek je zoufalý a aby zamaskoval Rebečin nedostatek divadelního talentu, tak vytvoří větší role pro Karen (Katharine McPhee) a nově přijatou Ivy (Megan Hilty) ze sboru. Derek pokračuje ve snění o Karen jako Marylin. Nakonec ale Duvall prokáže své slabiny a ochotu s nimi pracovat a tak ji tvůrčí tým muzikálu vezme na milost a je pro ně hned příjemnější s ní pracovat.
Dev (Raza Jaffrey) ještě stále neřekl Karen, že ztratil místo tiskového mluvčího, ale Karen to sama zjistí od muže, který na tomto místě pracuje nyní. Karen a Dev jsou nadále od sebe čím dál tím dál, zatímco je Dev stále blíže své kolegyni R.J. (Tala Ashe). Karen a Ivy začínají pociťovat rivalitu mezi nimi a Duvall. Tom (Christian Borle) a Sam (Leslie Odom mladší) jdou na schůzku a Sam Tomovi řekne, že by byl rád, kdyby brali věci pomalu. Eileen (Anjelica Huston) se bojí, že se dostane příliš blízko k Nickovi (Thorsten Kaye), ten ale její obavy uklidňuje. Leo (Emory Cohen) má ve škole problémy se známkami, a tak Frank (Brian d'Arcy James) a Julia musí najít způsob, jak odložit všechny jejich problémy a pomoci Leovi s jeho problémy.

## Seznam písní
- „Let Me Be Your Star“
- „Our Day Will Come“
- „Dig Deep“

## Sledovanost
Epizodu v den vysílání sledovalo 5,95 milionů amerických diváků a získala rating 1,9/5.